# 巴斯克斯鎮
19°44′24″N 71°27′0″W / 19.74000°N 71.45000°W
巴斯克斯鎮（西班牙語：Villa Vásquez），是多明尼加共和國的城鎮，位於該國西北部，由基度山省負責管轄，面積229.86平方公里，2012年人口15,245，人口密度每平方公里66人。